# 브리티쉬 아메리칸 토바코
브리티쉬 아메리칸 토바코(British American Tobacco Plc, (런던: BATS, amex: BTI, KLSE: BAT, 흔히 줄여서 BAT)은 런던에 본사를 둔 세계 제1위의 담배회사이다. 이 회사의 주식은 FTSE 100 인덱스에 속해 있는데, 2005년 6월 현재 시가총액은 290억 영국 파운드에 달한다. 현재 브리티쉬 아메리칸 토바코의 회장은 루크 조빈이다.

## 역사
브리티쉬 아메리칸 토바코는 1902년에 설립되었다. 영국계의 임페리얼 토바코 컴패니와 미국계의 어메리칸 토바코 컴패니가 합작 회사를 설립해서 만든 회사였다. 탄생한 회사의 이름은 브리티쉬-아메리칸 토바코 컴패니 Ltd.였다. 모회사 각각은 서로 상대편의 국가의 내수시장에서 영업하지 않기로 협약을 맺었으며, 상표, 수출업무, 해외 자회사 업무 등에 있어서 협력하기로 협정을 맺었다. 제임스 "벅" 듀크가 초대 회장이 되었다. 브리티쉬 아메리칸 토바코는 이어 캐나다, 중국, 독일, 남아프리카 공화국, 뉴질랜드, 오스트레일리아 등지에서 영업을 하였으나, 영국이나 미국 내에서는 영업을 하지 않았다. 1904년에는 대한제국에 영미연초주식회사라는 법인을 세웠다.
1911년 어메리칸 토바코 컴패니는 이 회사의 지분을 모두 처분하였다. 임페리얼 토바코 사도 점점 주식 보유분을 처분해, 1980년에 가서는 남은 지분을 모두 팔아치웠다.
1976년 그룹 컴패니는 다시 조직되어 새로운 지주회사인 B.A.T 인더스트리즈 산하로 재편해 들어갔다. 1994년에는 BAT이 모회사인 어메리칸 토바코 컴패니를 인수합병하였다. (하지만, 반독점법 정책에 의해 다시 쪼개지기는 하였다.) 이 일을 계기로 럭키 스트라이크 및 폴 몰 브랜드가 BAT의 포트폴리오로 도입되었다.
1999년, 브리티쉬 아메리칸 토바코는 로스만스 인터내셔널 사를 인수합병하였다. 미얀마에 있던 로스만스 인터내셔널의 공장을 포함해서였다. 이 일로 인해 이 회사는 인권 운동 단체의 표적이 되기 시작하였다. 2003년 11월 6일, 영국 정부의 "특별한 요청"을 받고 나서, 브리티쉬 아메리칸 토바코는 미얀마에 있던 공장을 처분하였다.
2003년, BAT는 엔테 타바치 이탈리아니(ETI) S.P.A를 인수하였다. 이탈리아의 국영 담배회사였다. 이를 계기로 BAT는 이탈리아에서 시장점유율 2위로 올라섰으며, 유럽연합 담배 시장에서도 2위 자리를 차지하게 되었다. 영업의 규모가 커지자 경쟁력이 높아졌으며, ETI의 지역 브랜드와 BAT의 글로벌 브랜드가 성장했기 때문이기도 하다.
2007년 1월, BAT는 영국에 남아있던 유인한 공장인 사우스햄프턴에 남아있던 담배 공장 문을 모두 닫았다. 600개 이상의 일자리가 사라졌다. 하지만 글로벌 연구개발 센터와 재무회계 분야 업무 부서는 그 곳에서 계속 운영을 지속하도록 조치되었다.
2021년 9월 14일 The NGO stop에서 발행한 보고서에서 NGO는 British American Tobacco가 수십 명의 정치인, 국회의원, 공무원, 언론인 및 2008년에서 2013년 사이 경쟁 회사의 직원.

## 브랜드
던힐, 켄트, 럭키 스트라이크, 폴 몰, 보그, 로스만즈 인터내셔널, 피터 스투베산트, 벤슨 & 헤지스, 윈필드, 존 플레이어 & 선즈, 스테이트 익스프레스 555, 쿨, 바이서로이 등의 브랜드를 가지고 있다.
하지만, 회사가 영업하는 국가 각각에서 브리티쉬 아메리칸 토바코가 꼭 이 브랜드 모두를 소유하고 있는 것은 아니다.

## 논란
2010년도 결산 기준, KT&G는 매출 2조4,999 억원에 법인세 2,889억원, 필립모리스 코리아는 매출 4,895억원에 법인세 449억원을 납부하여 매출에 대한 법인세 비중이 각각 11.55%, 9.17%에 이르는 반면 브리티쉬 아메리칸 토바코 코리아는 매출 5,870억원에 법인세는 고작 46억원으로 비중이 0.79%에 불과했다. 국세청은 BAT가 본사와의 거래가격 조작을 통해 탈세했다는 혐의에 따라 거액의 법인세를 추징했으나 국세심판원에 불복신청을 낸 BAT의 논리에 밀려 606억원을 환급한 바 있다.